# Beyren-lès-Sierck
Beyren-lès-Sierck är en kommun i departementet Moselle i regionen Grand Est (tidigare regionen Lorraine) i nordöstra Frankrike. Kommunen ligger i kantonen Cattenom som tillhör arrondissementet Thionville-Est. År 2022 hade Beyren-lès-Sierck 528 invånare.

## Befolkningsutveckling
Antalet invånare i kommunen Beyren-lès-Sierck
| Referens: INSEE |